# Acrocephalus paludicola
El carricerín cejudo (Acrocephalus paludicola) es un ave de la familia Acrocephalidae que habita en Eurasia y África.

## Descripción
Es un pájaro de pequeño tamaño, con una longitud media de 12,5 cm. Los machos y hembras presentan un aspecto similar, con una coloración de tonos pardos en la espalda con listas irregulares oscuras, mientras que el vientre es blanquecino ligeramente moteado. Recibe su nombre común por el patrón de color de su cabeza, que presenta dos franjas anchas y oscuras en los laterales del píleo, paralelas a sus listas oculares. Su pico es estrecho y puntiagudo. Los juveniles muestra un color general ocre, listado en las partes superiores y sin marcas en las inferiores.
Puede confundirse con los juveniles del carricerín común, que también presentan franjas similares en la cabeza, pero las manchas son más oscuras en los carriceros cejudos y su coloración general es más pálida, y en vuelo su cola parece más apuntada.

## Distribución geográfica yhábitat
Cría en la zona templada de Europa oriental y Asia occidental y central, donde se estima que existe una población de unas 15.000 parejas. Su bastión principal se encuentra en Bielorrusia donde se encuentra el 70% de la población total. Es un ave migratoria que pasa el invierno en África occidental. Tras muchos años de incertidumbre se encontraron los cuarteles de invernada de la mayoría de la población europea de carricerín cejudo en el parque nacional de las aves de Djoudj, Senegal, donde residen entre 5-10.000 carricerines en un solo lugar. En su ruta migratoria sudoccidentаl pasa por península ibérica.
En la época de cría su hábitat son los pantanos con vegetación corta, como las juncias, y otros herbazales húmedos. Durante la migración aparece en toda clase de medios húmedos.

## Comportamiento

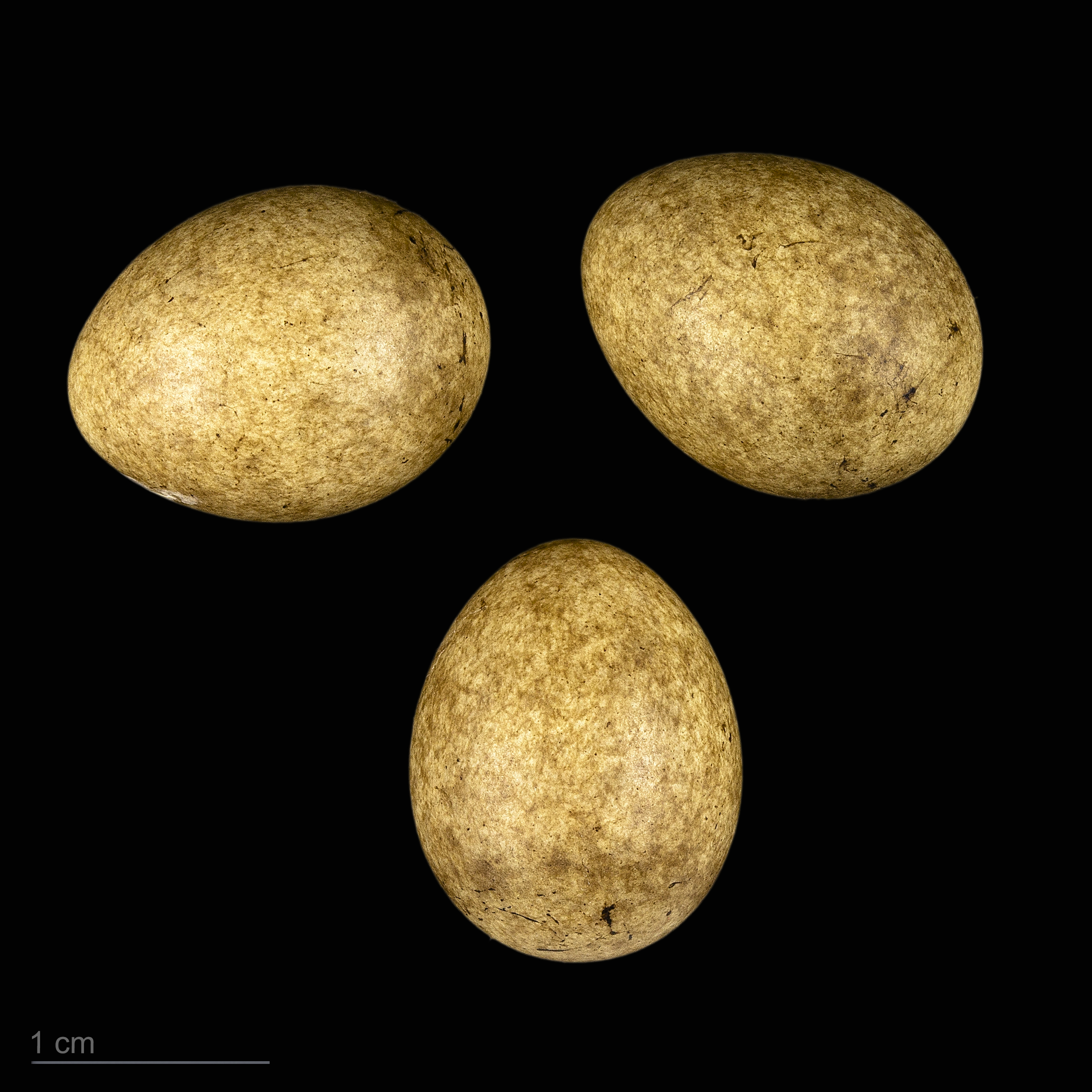
Acrocephalus paludicola - MHNT

Es principalmente insectívoro pero completará su dieta con alimentos vegetales como las bayas.
Es una especie promiscua y tanto los machos como las hembras se aparean con más de una pareja. Ponen de 3 a 5 huevos en un nido escondido entre la vegetación baja.

## Amenazas

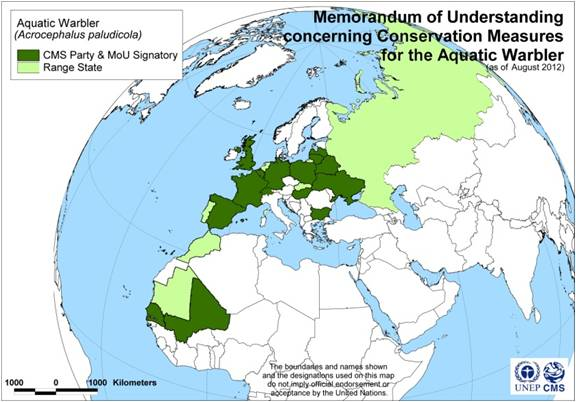
Mapa del Memorandum de Conocimiento de esta especie, dentro del Convenio de Bonn.

La desecación de las zonas húmedas con fines agrícolas es la principal razón para el declive de esta especie, cuyo estado de conservación en la Lista Roja de la UICN se considera como vulnerable.